# Abdas de Susa
Abdas (también Abda, Abdias y Audias) fue obispo de Susa en Irán (Sócrates de Constantinopla también lo llama "obispo de Persia"). Envuelto en una disputa con el Zoroastrismo local en 420, incendia uno de sus templos, la pirámide de Ahura Mazda. El rey Yazdegerd I ordenó al obispo restaurar y reparar la construcción por su propia cuenta, y luego de que Abdas rehusó, el rey ordenó la destrucción de iglesias. Estos eventos deterioraron la relación entre la Iglesia cristiana y el gobierno persa, que previamente había sido buena, y causaron una ola de persecuciones contra los cristianos en Persia.
Otro hecho que se le atribuye es el de haber ayudado a san Marutas en la expulsión de un demonio de Yezdegerd, ningún otro dato fiable es conocido sobre Abdas. La tradición añade que él fue uno de los primeros mártires en la persecución (fue golpeado hasta morir), y por eso es considerado un santo. Sus compañeros en la matanza incluyeron a los sacerdotes Hashu e Isaac, el secretario Efrén de Siria, el archidiácono Papa, los laicos Daduk y Durdan, y Papa, un hermano del mismo Abda. Su día festivo se celebra el 5 de septiembre o el 16 de mayo en la Iglesia Católica, y 31 de marzo en la Iglesia Siria.